# Anton Ehrenfried
Anton Ehrenfried (* 9. September 1895 in Hollabrunn, Niederösterreich; † 1. November 1974 ebenda) war ein österreichischer Politiker (ÖVP).

## Leben
Nach Besuch der Volksschule und der Unterstufe des Gymnasiums in Hollabrunn absolvierte Anton Ehrenfried die Handelsakademie in Wien. Nach der Matura fand Ehrenfried Arbeit bei der Wiener Union-Bank. 1925 wurde er Mitarbeiter der Volksbank in Hollabrunn. Nach dem Anschluss Österreichs an Deutschland, im Jahr 1938, wurde er zwangspensioniert. Im selben Jahr geriet er kurzzeitig in Gestapo-Haft. Nur ein Jahr später, 1939, wurde er bei einer Kreditgenossenschaft angestellt.
Sein erstes politisches Mandat bekleidete Ehrenfried in der Zeit von 1934 bis 1938, als er das Amt des Bürgermeisters von Hollabrunn bekleidete. Im November 1949 wurde er in Wien als Abgeordneter zum Nationalrat vereidigt. In dieser Funktion war er bis Juni 1959 tätig. Von 1950 bis 1968 war er abermals Bürgermeister.

## Auszeichnungen
Im Juni 1960 wurde er mit dem Silbernen Komturkreuz des Ehrenzeichens für Verdienste um das Bundesland Niederösterreich ausgezeichnet.
Auch trägt die Anton Ehrenfried Straße in Hollabrunn den Namen des Politikers.